# Harri-jasotze
 (novembre 2015).
Si vous disposez d'ouvrages ou d'articles de référence ou si vous connaissez des sites web de qualité traitant du thème abordé ici, merci de compléter l'article en donnant les références utiles à sa vérifiabilité et en les liant à la section « Notes et références ».

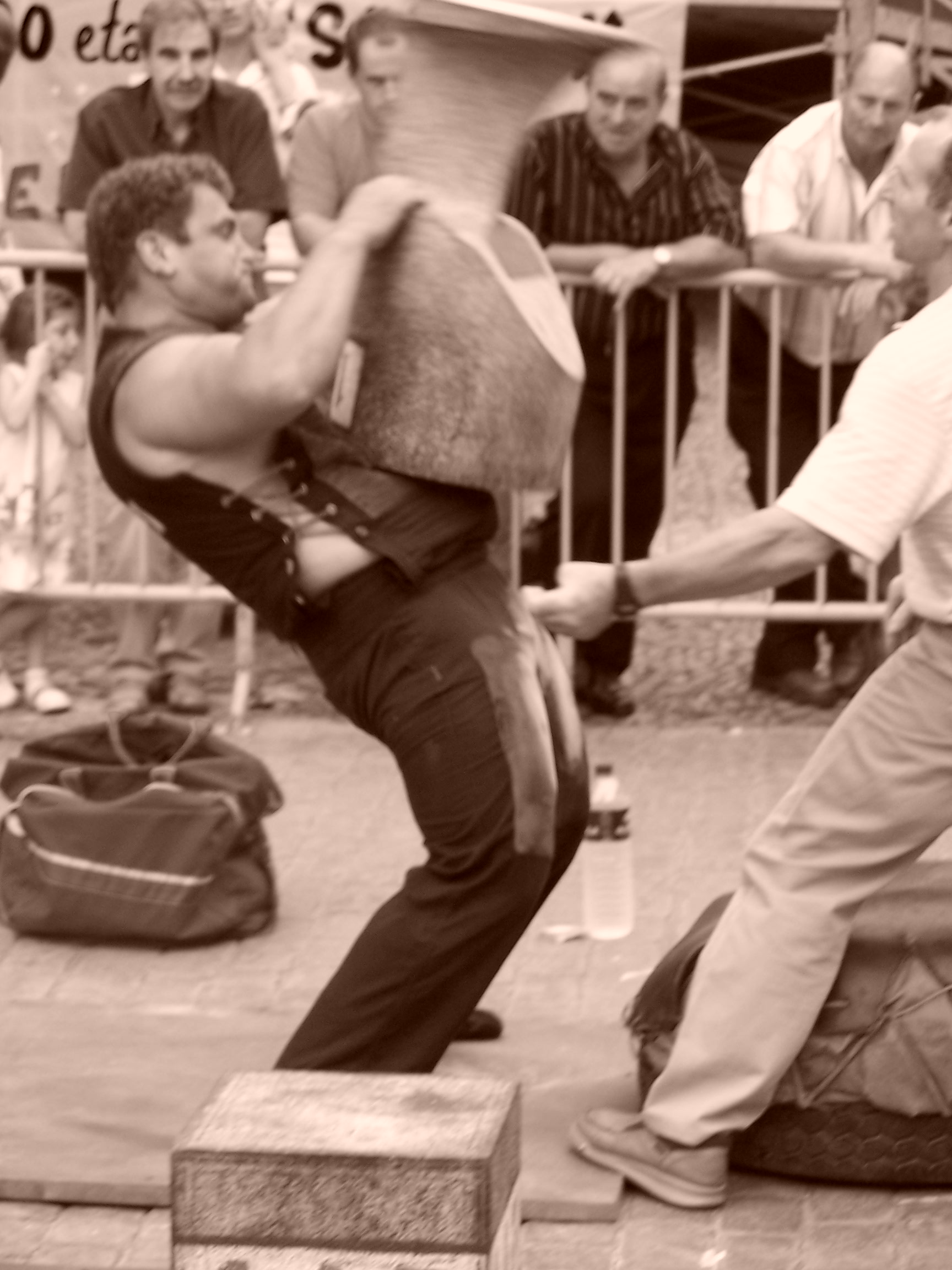
Harrijasotzailea

Harri-jasotze ou Harrijasoketa, du basque harri (« pierre ») et jaso (« lever »), est le nom donné à la discipline du lever de pierres propre à la force basque et la variante du sport de force, qui est pratiquée dans les territoires du Pays basque (Euskal Herria) et dans laquelle deux concurrents doivent lever le maximum de fois des pierres de diverses manières, dimensions et poids déterminés.
L'harrijasotzaile le plus célèbre est Iñaki Perurena qui en 1999 a atteint le record de 1 000 levers consécutifs d'une pierre de 100 kg en 5 heures et 4 minutes.

## Caractéristiques
Au début du XXe siècle, on a réglementé les poids des pierres, fabriquées en granit dense. Pour ces levers, on a créé des familles géométriques : cylindrique, cubique, sphérique et parallélépipédique rectangulaire.
La forme cylindrique est réservée pour les poids inférieurs à 100 kg, 112,5 kg et 125 kg, tandis que la pierre cubique et rectangulaire oscille entre 125 et 212,5 kg.
La pierre sphérique ou la boule se travaille dans des poids équivalents à 112,5 et 125 kg.
La pierre de couleur obscure ou arri beltza (« pierre noire ») est une des appréciées comme matériau de fabrication, provenant principalement des carrières de Zumarraga et Lástur.

## Source de la traduction
- (es) Cet article est partiellement ou en totalité issu de l’article de Wikipédia en espagnol intitulé « Harri-jasotze » (voir la liste des auteurs).